# Sumner (Missouri)
Sumner és una població dels Estats Units a l'estat de Missouri. Segons el cens del 2000 tenia 142 habitants.

## Demografia
Segons el cens del 2000, Sumner tenia 142 habitants, 66 habitatges, i 34 famílies. La densitat de població era de 210,9 habitants per km².
Dels 66 habitatges en un 22,7% hi vivien nens de menys de 18 anys, en un 37,9% hi vivien parelles casades, en un 7,6% dones solteres, i en un 47% no eren unitats familiars. En el 42,4% dels habitatges hi vivien persones soles el 22,7% de les quals corresponia a persones de 65 anys o més que vivien soles. El nombre mitjà de persones vivint en cada habitatge era de 2,15 i el nombre mitjà de persones que vivien en cada família era de 3,06.
Per edats la població es repartia de la següent manera: un 23,2% tenia menys de 18 anys, un 7% entre 18 i 24, un 22,5% entre 25 i 44, un 24,6% de 45 a 60 i un 22,5% 65 anys o més.
L'edat mediana era de 44 anys. Per cada 100 dones de 18 o més anys hi havia 84,7 homes.
La renda mediana per habitatge era de 14.792 $ i la renda mediana per família de 23.750 $. Els homes tenien una renda mediana de 26.250 $ mentre que les dones 14.583 $. La renda per capita de la població era de 21.025 $. Entorn del 30% de les famílies i el 32,5% de la població estaven per davall del llindar de pobresa.

## Poblacions més properes
El següent diagrama mostra les poblacions més properes.